# Jane Johnston Schoolcraft
Jane Johnston Schoolcraft (ur. 1800, zm. 1842) – poetka amerykańska pochodzenia irlandzko-indiańskiego, znana także pod swym rdzennie amerykańskim imieniem Obahbahmwawageezhagoquay, które w tłumaczeniu na angielski wykłada się jako "Woman of the Sound that Stars Make Rushing Through the Sky". Jane Johnston Schoolcraft urodziła się 31 stycznia 1800 w miejscowości Sault Ste. Marie. Była córką Johna i Susan Johnstonów. Nie miała żadnego formalnego wykształcenia. Uczyła się w domu od rodziców. Od matki nauczyła się algonkińskiego języka swoich przodków, Indian Odżibwejów. W 1809 wyjechała z ojcem do Irlandii. Była jedynym dzieckiem z rodziny, które odwiedziło Zieloną Wyspę. Tam Jane spędziła zimę z wujostwem, Johnem i Jane Johnston Moore w Wexford. W kwietniu 1810 udała się z ojcem najpierw do Londynu, a potem do Liverpoolu, skąd odpłynęła do Ameryki. W 1822 Jane spotkała Henry’ego Rowe’a Schoolcrafta, za którego wyszła za mąż rok później. Ich pierwsze dziecko, William Henry, urodziło się w 1824. W 1825 kolejne (córka) przyszło na świat martwe. Starszy syn zmarł na błonicę. Małżonkowie mieli jeszcze dwoje dzieci. Jane zmarła 22 maja 1842 i została pochowana na cmentarzu St. John's Church w Lancaster. Jane pisała po angielsku i odżibwejsku. Jej opowieści stały się dla Henry’ego Wadswortha Longfellowa jednym z głównych źródeł przy pisaniu Pieśni o Hajawacie.